# Любиша Доклестич
Лю̀биша До̀клестич (на хърватски: Ljubiša Doklestić, на сръбски: Љубиша Доклестић) е хърватски историк, специалист по историята на Македония.

## Биография
Доклестич е роден на 18 май 1929 година в Скопие, Кралството на сърби, хървати и словенци. Посещава гимназия в Херцег-Нови и Котор, където завършва в 1948 година. Завършва история в 1957 година в Загребския университет, където защитава докторска степен в 1969 година с дисертация за сръбско-македонските отношения през XIX век до 1896/97 година. От 1958 година е асистент, от 1970 година доцент, след това от 1980 година хоноруван професор, а от 1986 година редовен професор в катедрата по история на Философския факултет в Загребския университет. Преподава курсове по история на народите на Югославия от XV век до 1918 година, като се съсредоточава предимно върху тези, живели в Османската империя. Проучва политическите и икономически проблеми на Македония през ΧΙΧ век и в началото ΧΧ век, като е автор на първия преглед на македонската история на хърватски език, и освободителните движения и нелегалните действия срещу турското владичество на Балканите през XIX век. Сътрудничи на списанията „Хисторийски Зборник“ (1958 – 1959, 1960, 1965, 1980 – 1981, 1982, 1984, 1989), „Хисторийски преглед“ (1959), „Историски записи“ (1959), „Югославенски Историйски Часопис“ (1967), „Сборник на отдела за история на Философския факултет“ в Загреб (1968, 1970), „Гласник на Института за национална история“ (1969, 1984), „История“ (1971, 1984, 1985), „Трудове на Института за хърватска история“ (1981), „Нумизматички вести“ (1984) и „Македонски фолклор“ (1985) ) и сборниците „Развитието на държавността на македонския народ“ (1966), „Чуждата и югославска историография на Македония и македонския народ“ (The Foreign and Yugoslav Historiography of Macedonia and the Macedonian People, 1970), „Въстанието в Бока Которска 1869“ (Ustanak u Boki kotorskoj 1869, 1970), „Хиляда години от въстанието на комитопулите и създаването на Самуиловата държава“ (1971), „Образованието, просветата и културата в Македония през Възраждането“ (1979), „Приноси за Илинден“ (1983) и „Сборник съчинения, посветен на акад. Михайло Апостолски по повод неговата 75-годишнина“ (1986). Работи като сътрудник на Института за хърватска история, а в 1971 – 1981 година е в редакционната колегия на трудовете на Института.